# Mesiphiastus subtuberculatus
Mesiphiastus subtuberculatus är en skalbaggsart som först beskrevs av White 1858.  Mesiphiastus subtuberculatus ingår i släktet Mesiphiastus och familjen långhorningar. Inga underarter finns listade i Catalogue of Life.